# Hàng Châu
Hàng Châu (tiếng Trung: 杭州市; bính âm: Hángzhōu Shì, Wade-Giles: Hang-cho) là một địa cấp thị nằm trong đồng bằng châu thổ sông Trường Giang của Trung Quốc, và là thủ phủ tỉnh Chiết Giang. Hàng Châu cách Thượng Hải 180 km về phía tây Nam, dân số vào năm 2004 của toàn bộ Hàng Châu là khoảng 6,5 triệu người. Trong đó, khu vực nội thị vào năm 2003 có 3.931.900 người thường trú, và 2.636.700 người trong số này không có hộ khẩu. Số dân thường trú ở 6 quận chính trong thành phố là 1.910.000 người. Đến năm 2020, dân số là 11.936.010 người.
Là một thành phố nổi tiếng và thịnh vượng bậc nhất ở Trung Quốc từ khoảng 1000 năm trở lại đây, Hàng Châu được biết đến nhiều với phong cảnh thiên nhiên đẹp, trong đó có Tây Hồ (Xī Hú, 西湖). Nơi đây có lụa tơ tằm, trà xanh nổi tiếng ở Trung Quốc, nơi đây cũng có nghề dâu tằm tơ rất phát triển và cũng là nơi gắn liền với con đường tơ lụa nổi tiếng.

## Lịch sử

### Thời kỳ đầu

Một cái tông 琮 bằng ngọc, dùng để tế đất của nền văn hóa Lương Chữ.

Văn hóa thời đại đồ đá mới Hà Mỗ Độ được biết đến là có phạm vi tại vùng đất mà ngày nay là Dư Diêu, cách phía đông nam Hàng Châu 100 km, từ bảy nghìn năm trước. Cũng chính trong thời gian này, lúa nước lần đầu tiên được trồng ở phía đông nam Trung Quốc. Các cuộc khai quật đã xác định rằng nền văn hóa ngọc thành Lương Chử (được đặt tên theo địa điểm ở phía tây bắc Hàng Châu) có phạm vi nằm ngay tại khu vực xung quanh thành phố Hàng Châu hiện tại khoảng năm nghìn năm trước. Khu phố hiện tại của Hàng Châu xuất hiện đầu tiên trong các văn bản ghi chép là Dư Hàng, một cái tên có thể có nguồn gốc Bách Việt.

### Tùy–Đường–Ngũ Đại
Thành Hàng Châu được làm phủ lỵ của Hàng Châu vào năm 589 dưới thời Tùy Văn Đế. Hai năm sau đó, xung quanh thành phố đã được dựng tường thành bao kín. Như một tục lệ thường thấy, tên gọi Hàng Châu được lấy từ đơn vị hành chính thời bấy giờ, cũng giống như một số thành phố khác như Quảng Châu hay Phúc Châu. Hàng Châu là điểm cực nam của Đại Vận Hà, còn điểm cực bắc là Bắc Kinh. Kênh đào này được phát triển qua nhiều thế kỷ nhưng đạt đến chiều dài đầy đủ vào năm 609 dưới thời Tùy Dạng Đế.
Vào thời nhà Đường, danh sĩ Bạch Cư Dị được bổ nhiệm làm thứ sử Hàng Châu. Ngoài việc là một nhà thơ nổi tiếng, thì nhờ những việc làm của mình ở Hàng Châu, Bạch Cư Dị đã được ca ngợi như một viên quan giỏi. Ông nhận thấy rằng vùng đất nông nghiệp gần đó phụ thuộc vào nước Tây Hồ, nhưng do sự bất cẩn của các thứ sử trước đó, con đê cũ đã bị sạt lở và khiến hồ cạn kiệt đến nỗi nông dân địa phương phải chịu hạn hán nghiêm trọng. Ông ra lệnh cho đắp một con đê chắc chắn hơn và cao hơn. Với một con đập kiểm soát dòng chảy, nông dân đã có đủ nước để canh tác và vấn đề hạn hán cũng giảm hẳn. Sinh kế của người dân địa phương Hàng Châu được cải thiện trong những năm sau đó. Bạch Cư Dị sử dụng thời gian rảnh rỗi của mình để ngao du Tây Hồ, ghé thăm nó gần như mỗi ngày. Ông cũng ra lệnh xây dựng một đường đắp nối từ Cầu gãy với Đồi đơn độc để cho phép đi bộ, thay vì phải đi thuyền. Sau đó, ông cho trồng một loạt cây liễu và các loại khác dọc quanh đê, biến nó trở thành một địa điểm tuyệt đẹp để du ngoạn. 
Là một trong Bảy Cố đô của Trung Quốc, Hàng Châu lần đầu tiên trở thành kinh đô của một vương triều khi nước vua Ngô Việt quyết định định đô tại đây trong thời kỳ Ngũ đại Thập quốc. Lúc bấy giờ, Hàng Châu có tên là Tây Phủ (西府) và là một trong 3 trung tâm văn hóa chính của miền nam Trung Quốc bên cạnh Nam Kinh và Thành Đô. Các vua Ngô Việt đã được ghi nhận là những nhà bảo trợ nghệ thuật, đặc biệt về kiến trúc và tác phẩm nghệ thuật Phật giáo. Hàng Châu cũng trở thành một trung tâm quốc tế, thu hút các học giả từ khắp Trung Quốc, tiến hành ngoại giao với các quốc gia láng giềng của Trung Quốc và cả với Nhật Bản, Cao Ly và Khiết Đan Quốc.

### Dưới thời nhà Tống
Năm 1089, khi một nhà thơ nổi tiếng khác là Tô Đông Pha làm quan tại đây, ông đã huy động 20 vạn nhân công để đắp một con đường đắp dài qua Tây Hồ. Hồ đã từng là một đầm phá hàng chục ngàn năm trước. Phù sa sau đó bồi đắp, chắn đường ra biển của dòng nước và hình thành nên hồ. Một mũi khoan dưới lòng hồ năm 1975 đã tìm thấy trầm tích của biển, xác nhận nguồn gốc của nó. Các phương pháp bảo tồn nhân tạo ngăn không cho hồ phát triển thành một vùng đầm lầy. Hai con đê băng ngang Tây Hồ là Tô đê (苏堤) do Tô Đông Pha và Bạch đê (白堤) do Bạch Cư Dị xây, đều được xây dựng sử dụng bùn nạo vét từ đáy hồ. Hồ được bao quanh bởi những ngọn đồi ở phía bắc và phía tây. Ở phía bắc hồ là chùa Bảo Thục (保俶塔), tọa lạc trên đồi Bảo Thạch (宝石山).
Dưới thời nhà Tống, ở Hàng Châu có rất nhiều thương nhân Ả Rập sinh sống, do thực tế là vào thời kỳ này, thương mại trên biển được ưa thích hơn tuyến đường thương mại bằng đường bộ. Hiện nay, người ta vẫn tìm thấy có chữ khắc tiếng Ả Rập từ thế kỷ 13 và thế kỷ 14. Vào cuối đời nhà Nguyên, người Hồi giáo đã bị đàn áp thông qua việc họ bị cấm thực hiện các nghi thức truyền thống và chính điều này đã khiến nhiều người Hồi giáo tham gia vào các cuộc nổi dậy chống lại người Mông Cổ. Trong số các thánh đường Hồi giáo còn tồn tại đến ngày nay, có Phượng Hoàng tự đã được một thương nhân người Ai Cập dựng lên sau khi ông ta chuyển đến Hàng Châu sinh sống. Nhà du hành người Ý thế kỷ 13–13 Odoric xứ Pordenone miêu tả rằng Hàng Châu là thành phố vĩ đại nhất thế giới. Thành phố có lượng dân cư đông đúc và nhà cửa trùng điệp. Hàng Châu có mười hai ngàn cây cầu. Bánh mì, thịt lợn, gạo và rượu, tất cả đều rất phong phú dù dân số đông. Nhà du hành người Maroc Ibn Battuta được biết là đã đến thăm Hàng Châu vào năm 1345; ông ghi nhận sự quyến rũ của nó và mô tả rẳng thành phố nằm tựa bên một hồ nước tuyệt đẹp và được bao quanh bởi những ngọn đồi xanh biếc. Trong thời gian ở Hàng Châu, ông đặc biệt ấn tượng với số lượng lớn tàu thuyền Trung Quốc bằng gỗ được chế tạo tốt và được sơn tốt với những cánh buồm màu và mái hiên bằng lụa trên kênh rạch. Ông tham dự một bữa tiệc được tổ chức bởi Qurtai, một viên quan người Mông Cổ, người mà theo Ibn Battuta là rất thích các kỹ năng của các nghệ sĩ biểu diễn Trung Quốc địa phương.

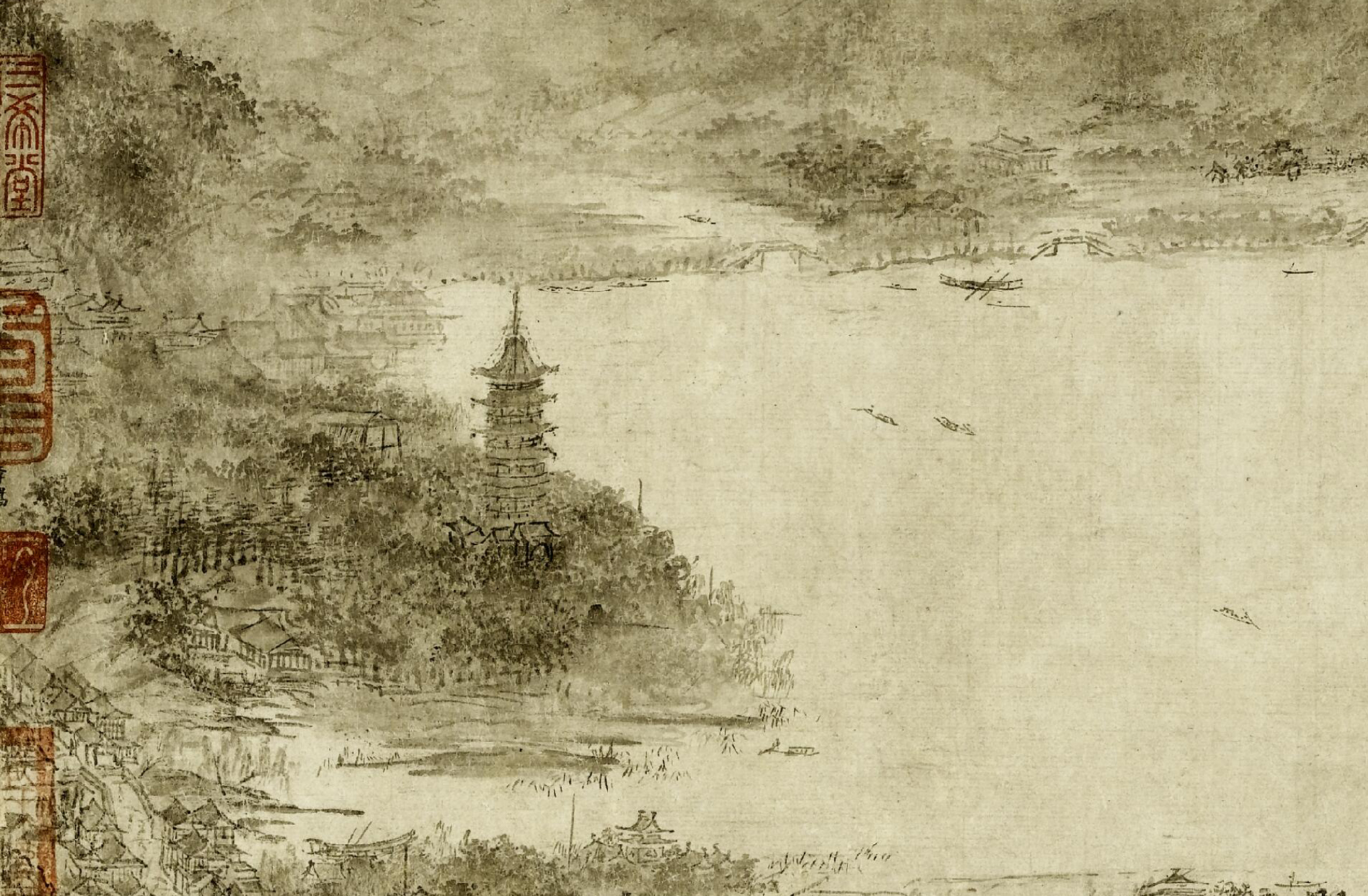
"Thắng cảnh Tây Hồ" của Lý Tung (1190–1264), miêu tả tháp Lôi Phong dưới thời Nam Tống.

Hàng Châu được chọn làm kinh đô nhà Nam Tống vào năm 1132. Sau sự biến Tĩnh Khang, khi cả Tống Khâm Tông lẫn Thượng hoàng Tống Huy Tông đều bị người Kim bắt, trong khi phần lớn miền Bắc Trung Quốc bị quân Kim chiếm đoạt, một số thành viên còn lại trong Hoàng tộc đã rút lui khỏi kinh đô Khai Phong về phía Nam. Tống Cao Tông định đô tại Nam Kinh, sau đó đến Thương Khâu, rồi lại chuyển đến Dương Châu vào năm 1128 và cuối cùng đến Hàng Châu vào năm 1129. Triều đình nhà Tống dự định coi Hàng Châu như là một kinh đô tạm thời, nhưng trong nhiều thập kỷ, Hàng Châu đã phát triển thành một trung tâm thương mại và văn hóa lớn của triều nhà Tống, phát triển từ một thành phố tầm trung không có tầm quan trọng đặc biệt để trở thành một trong những thành phố thịnh vượng và lớn nhất thế giới. Khi ý chí tái chiếm Trung Nguyên ngày càng ít đi, các cung điện ở Hàng Châu đã được mở rộng và cải tạo để phù hợp hơn với vị thế là một thủ đô đế quốc vĩnh viễn. Hoàng cung Hàng Châu có kích thước khá khiêm tốn so với cá cung điện đời trước, đã được mở rộng vào năm 1133 với những trường lang được lợp ngói, và vào năm 1148 với tường thành xung quanh được nới rộng.
Hàng Châu vẫn tiếp tục là kinh đô nhà Nam Tống từ năm 1138 cho đến khi bị Mông Cổ xâm chiếm năm 1276. Lúc bấy giờ, thành Hàng Châu có tên gọi là thành Lâm An. Nó là trung tâm của Nam Tống, là một trung tâm thương mại và giải trí. Trong thời gian đó, thành Hàng Châu là một trung tâm hấp dẫn của nền văn minh Trung Hoa, bởi lẽ nơi từng được coi là "Trung Nguyên" nay đã rơi vào tay của người Nữ Chân mà người Hán coi là người mọi rợ.
Dưới thời nhà Tống, vô số triết gia, chính trị gia và những thi sĩ, bao gồm một số nhà thơ nổi tiếng nhất trong lịch sử Trung Quốc như Tô Đông Pha, Lục Du và Tân Khí Tật đã từng sống và cũng đã mất ở đây. Hàng Châu cũng là nơi sinh và là nơi an nghỉ cuối cùng của nhà khoa học Thẩm Quát (1031–1095), mộ của ông hiện tọa lạc ở quận Dư Hàng.
Vào thời Nam Tống, dưới sự mở rộng thương mại, dòng người tị nạn từ phía bắc, cũng như từ sự phát triển của các cơ sở chính thức và quân sự, đã dẫn đến sự gia tăng dân số trong lần bên ngoài bên ngoài bức tường thành được xây từ thế kỷ 9. Theo Encyclopædia Britannica, Hàng Châu vào thời điểm này có hơn 2 triệu nhân khẩu, trong khi nhà sử học Jacques Gernet đã ước tính rằng dân số Hàng Châu lên tới hơn một triệu vào năm 1276.(Số liệu thống kê dân số chính thức của Trung Quốc năm 1270 đã liệt kê khoảng 186.330 hộ gia đình, tuy nhiên nhiều khả năng rằng họ đã không thể tính toàn bộ số người tị nạn lẫn binh sĩ). Người ta tin rằng Hàng Châu là thành phố lớn nhất thế giới từ năm 1180 đến 1315 và từ 1348 đến 1358.
Do dân số quá đông và lượng nhà làm gỗ dày đặc (thường là nhiều tầng), Hàng Châu đặc biệt dễ bị hỏa hoạn. Nhiều đám cháy lớn đã phá hủy các phần lớn của thành phố vào năm 1132, 1137, 1208, 1229, 1237 và 1275 trong khi các đám cháy nhỏ hơn xảy ra gần như hàng năm. Chỉ riêng vụ cháy 1237 đã được ghi nhận đã phá hủy 30.000 ngôi nhà. Để chống lại mối đe dọa này, triều đình nhà Tống đã thiết lập một hệ thống phức tạp để chữa cháy, dựng lên các tháp canh, nghĩ ra một hệ thống đèn lồng và tín hiệu cờ để xác định nguồn gốc của ngọn lửa nhằm chỉ đạo phản ứng kịp thời và buộc hơn 3.000 binh sĩ có nhiệm vụ dập tắt ngọn lửa.

### Thời Nguyên
Thành Hàng Châu bị quân Mông Cổ dưới sự chỉ huy của Hốt Tất Liệt bao vây và công chiếm vào năm 1276, 3 năm trước khi nhà Nam Tống sụp đổ hoàn toàn. Hốt Tất Liệt lên ngôi Hoàng đế, cải quốc hiệu là Đại Nguyên, đóng đô ở Đại Đô (Bắc Kinh), nhưng Hàng Châu vẫn là một trung tâm thương mại và hành chính quan trọng của vùng Giang Nam.
Nhà Nguyên Trung Quốc rất cởi mở với du khách tứ phương và một số nhà du hành khi trở về phương Tây đã mô tả Hàng Châu—dưới tên Khinzai, Quinsai, Campsay—như là một trong những thành phố nổi tiếng nhất thế giới. Thương gia người Venezia Marco Polo được cho là đã đến viếng thăm Hàng Châu vào thế kỷ 13. Trong cuốn sách của mình, ông miêu tả thành phố này "lớn hơn bất kỳ nơi nào trên thế giới" và rằng "số lượng và sự giàu có của các thương nhân và số lượng hàng hóa qua tay họ rất lớn mà thậm chí không ai có thể ước tính". Các ghi chép của Polo về thành phố rất có khả năng đã phóng đại kích thước của nó, mặc dù nó được miêu tả là có tường thành dài hơn trăm dặm, nhưng sẽ hợp lý hơn nếu đơn vị đo lường này là dặm Trung Quốc, thay vì dặm Ý. Còn con số "12.000 cây cầu đá" có khả năng là một lỗi sao chép bắt nguồn từ 12 cổng thành. Vào thế kỷ 14, khi nhà du hành người Maroc Ibn Battuta đến thăm Hàng Châu, mà ông gọi là al-Khansā, ông đã miêu tả thành phố này là "thành phố lớn nhất trên mặt đất mà tôi từng thấy."

### Từ thời nhà Minh đến nay
Thành Hàng Châu vẫn là một hải cảng quan trọng cho đến giữa thời nhà Minh, khi bến cảng của nó dần bị phù sa bồi đắp. Dưới thời nhà Thanh, nơi đây là nơi đóng quân đồn trú của quân đội.
Vào năm 1856 và 1860, Thái Bình Thiên Quốc chiếm đóng Hàng Châu. Thành phố đã bị tàn phá nặng nề trong cuộc chiến này.
Hàng Châu được cai trị bởi chính phủ Trung Hoa Dân Quốc dưới thời Quốc dân đảng từ năm 1927 đến năm 1937. Từ năm 1937 đến năm 1945, thành phố bị Nhật Bản chiếm đóng. Quốc dân đảng trở lại vào năm 1945 và cai trị cho đến năm 1949. Vào ngày 3 tháng 5 năm 1949, Quân đội Giải phóng Nhân dân Trung Quốc tiến vào Hàng Châu và thành phố này rơi vào tay đảng Cộng sản. Sau khi các chính sách cải cách của Đặng Tiểu Bình bắt đầu được áp dụng vào cuối năm 1978, Hàng Châu đã tận dụng lợi thế của việc nằm ở đồng bằng sông Dương Tử để thúc đẩy sự phát triển của nó. Chính vì vậy mà Hàng Châu hiện là một trong những thành phố lớn thịnh vượng nhất của Trung Quốc.
Vào tháng 9 năm 2015, Hàng Châu đã giành quyền đăng cai Á vận hội 2022. Đây sẽ là thành phố thứ ba ở Trung Quốc đăng cai Đại hội thể thao châu Á sau Bắc Kinh 1990 và Quảng Châu năm 2010. Hàng Châu cũng là địa điểm tổ chức hội nghị thượng đỉnh G20 lần thứ 11 vào năm 2016.
Vào tháng 2 năm 2020, thành phố đã bị áp dụng lệnh giới nghiêm sau khi dịch COVID-19 bắt đầu ở Vũ Hán lan rộng khắp Trung Quốc.

## Địa lý và khí hậu
Hàng Châu nằm ở phía Bắc tỉnh Chiết Giang, miền Đông Trung Quốc, ở đầu cuối phía Nam của Kinh Hàng Đại Vận Hà ("大运河"), trên vùng đồng bằng châu thổ ở hạ lưu sông Dương Tử. Toàn bộ thành phố ngang tỉnh Hàng Châu trải dài về phía tây tiếp giáp với vùng núi của tỉnh An Huy, phía đông là một vùng bằng phẳng cạnh vịnh Hàng Châu. Thành phố được xây dựng bao quanh mặt phía đông và phía bắc của Tây Hồ ("西湖"), phía chính bắc sông Tiền Đường.
Hàng Châu có khí hậu cận nhiệt đới ẩm với 4 mùa rõ rệt. Nhiệt độ trung bình hàng năm của Hàng Châu là 16,2 °C (61,2 °F). Mùa hè nóng ẩm, trong khi mùa đông mát mẻ và khô hanh. Vào tháng 7, tháng nóng nhất trong năm, nhiệt độ trung bình xấp xỉ 33,8 °C (92,8 °F); vào tháng 1 nhiệt độ trung bình khoảng 3,6 °C (38,5 °F). Lượng mưa hàng năm là 1450 mm. Vào giữa mùa hè, Hàng Châu và nhiều thành phố khác của tỉnh Chiết Giang phải hứng chịu khá nhiều cơn bão từ biển Hoàng Hải, nhưng hiếm khi bị các cơn bão tấn công trực tiếp. Hầu hết các cơn bão này gây ảnh hưởng đến Hàng Châu sau khi tác động dọc bờ biển Chiết Giang.
| Dữ liệu khí hậu của Hàng Châu (trung bình vào 1981–2010, cực độ 1951–2013) | Dữ liệu khí hậu của Hàng Châu (trung bình vào 1981–2010, cực độ 1951–2013) | Dữ liệu khí hậu của Hàng Châu (trung bình vào 1981–2010, cực độ 1951–2013) | Dữ liệu khí hậu của Hàng Châu (trung bình vào 1981–2010, cực độ 1951–2013) | Dữ liệu khí hậu của Hàng Châu (trung bình vào 1981–2010, cực độ 1951–2013) | Dữ liệu khí hậu của Hàng Châu (trung bình vào 1981–2010, cực độ 1951–2013) | Dữ liệu khí hậu của Hàng Châu (trung bình vào 1981–2010, cực độ 1951–2013) | Dữ liệu khí hậu của Hàng Châu (trung bình vào 1981–2010, cực độ 1951–2013) | Dữ liệu khí hậu của Hàng Châu (trung bình vào 1981–2010, cực độ 1951–2013) | Dữ liệu khí hậu của Hàng Châu (trung bình vào 1981–2010, cực độ 1951–2013) | Dữ liệu khí hậu của Hàng Châu (trung bình vào 1981–2010, cực độ 1951–2013) | Dữ liệu khí hậu của Hàng Châu (trung bình vào 1981–2010, cực độ 1951–2013) | Dữ liệu khí hậu của Hàng Châu (trung bình vào 1981–2010, cực độ 1951–2013) | Dữ liệu khí hậu của Hàng Châu (trung bình vào 1981–2010, cực độ 1951–2013) |
| Tháng                                                                      | 1                                                                          | 2                                                                          | 3                                                                          | 4                                                                          | 5                                                                          | 6                                                                          | 7                                                                          | 8                                                                          | 9                                                                          | 10                                                                         | 11                                                                         | 12                                                                         | Năm                                                                        |
| -------------------------------------------------------------------------- | -------------------------------------------------------------------------- | -------------------------------------------------------------------------- | -------------------------------------------------------------------------- | -------------------------------------------------------------------------- | -------------------------------------------------------------------------- | -------------------------------------------------------------------------- | -------------------------------------------------------------------------- | -------------------------------------------------------------------------- | -------------------------------------------------------------------------- | -------------------------------------------------------------------------- | -------------------------------------------------------------------------- | -------------------------------------------------------------------------- | -------------------------------------------------------------------------- |
| Cao kỉ lục °C (°F)                                                         | 23.9 (75.0)                                                                | 28.5 (83.3)                                                                | 32.8 (91.0)                                                                | 34.8 (94.6)                                                                | 36.5 (97.7)                                                                | 39.7 (103.5)                                                               | 40.5 (104.9)                                                               | 41.6 (106.9)                                                               | 38.7 (101.7)                                                               | 35.0 (95.0)                                                                | 31.2 (88.2)                                                                | 26.5 (79.7)                                                                | 41.6 (106.9)                                                               |
| Trung bình ngày tối đa °C (°F)                                             | 8.3 (46.9)                                                                 | 10.3 (50.5)                                                                | 14.8 (58.6)                                                                | 21.1 (70.0)                                                                | 26.3 (79.3)                                                                | 29.1 (84.4)                                                                | 33.6 (92.5)                                                                | 32.8 (91.0)                                                                | 28.2 (82.8)                                                                | 23.2 (73.8)                                                                | 17.3 (63.1)                                                                | 11.3 (52.3)                                                                | 21.4 (70.5)                                                                |
| Trung bình ngày °C (°F)                                                    | 4.6 (40.3)                                                                 | 6.4 (43.5)                                                                 | 10.3 (50.5)                                                                | 16.2 (61.2)                                                                | 21.4 (70.5)                                                                | 24.7 (76.5)                                                                | 28.9 (84.0)                                                                | 28.2 (82.8)                                                                | 24.0 (75.2)                                                                | 18.8 (65.8)                                                                | 12.9 (55.2)                                                                | 7.0 (44.6)                                                                 | 17.0 (62.6)                                                                |
| Tối thiểu trung bình ngày °C (°F)                                          | 1.8 (35.2)                                                                 | 3.5 (38.3)                                                                 | 7.0 (44.6)                                                                 | 12.4 (54.3)                                                                | 17.5 (63.5)                                                                | 21.4 (70.5)                                                                | 25.2 (77.4)                                                                | 24.9 (76.8)                                                                | 20.9 (69.6)                                                                | 15.4 (59.7)                                                                | 9.3 (48.7)                                                                 | 3.7 (38.7)                                                                 | 13.6 (56.5)                                                                |
| Thấp kỉ lục °C (°F)                                                        | −8.6 (16.5)                                                                | −9.6 (14.7)                                                                | −3.5 (25.7)                                                                | 0.2 (32.4)                                                                 | 7.3 (45.1)                                                                 | 12.8 (55.0)                                                                | 17.5 (63.5)                                                                | 18.2 (64.8)                                                                | 12.0 (53.6)                                                                | 1.0 (33.8)                                                                 | −3.6 (25.5)                                                                | −8.4 (16.9)                                                                | −9.6 (14.7)                                                                |
| Lượng Giáng thủy trung bình mm (inches)                                    | 80.6 (3.17)                                                                | 88.2 (3.47)                                                                | 140.7 (5.54)                                                               | 123.1 (4.85)                                                               | 128.6 (5.06)                                                               | 219.4 (8.64)                                                               | 172.9 (6.81)                                                               | 162.1 (6.38)                                                               | 123.5 (4.86)                                                               | 78.5 (3.09)                                                                | 71.5 (2.81)                                                                | 48.9 (1.93)                                                                | 1.438 (56.61)                                                              |
| Số ngày giáng thủy trung bình (≥ 0.1 mm)                                   | 12.4                                                                       | 12.1                                                                       | 15.3                                                                       | 14.5                                                                       | 13.8                                                                       | 14.6                                                                       | 12.4                                                                       | 13.8                                                                       | 11.7                                                                       | 9.0                                                                        | 9.3                                                                        | 8.5                                                                        | 147.4                                                                      |
| Độ ẩm tương đối trung bình (%)                                             | 75                                                                         | 75                                                                         | 75                                                                         | 74                                                                         | 74                                                                         | 80                                                                         | 76                                                                         | 78                                                                         | 79                                                                         | 76                                                                         | 74                                                                         | 72                                                                         | 76                                                                         |
| Số giờ nắng trung bình tháng                                               | 102.0                                                                      | 97.2                                                                       | 116.4                                                                      | 140.6                                                                      | 164.7                                                                      | 136.6                                                                      | 212.7                                                                      | 193.0                                                                      | 143.9                                                                      | 144.6                                                                      | 129.0                                                                      | 128.7                                                                      | 1.709,4                                                                    |
| Nguồn: Cục Khí tượng Trung Quốc                                            |                                                                            |                                                                            |                                                                            |                                                                            |                                                                            |                                                                            |                                                                            |                                                                            |                                                                            |                                                                            |                                                                            |                                                                            |                                                                            |

## Phân cấp hành chính
Hàng Châu bao gồm khu đô thị Hàng Châu (có 10 quận), 1 thành phố cấp huyện, và 2 huyện. 6 quận trung tâm có diện tích 682 km² và có dân số 1.910.000 người. 2 quận còn lại có diện tích 2.642 km² và có dân số 1.950.000.
| Bản đồ | Bản đồ  | Bản đồ        | Bản đồ        | Bản đồ          | Bản đồ        |
| --- | ------- | ------------- | ------------- | --------------- | ------------- |
| Hồ Thiên Đảo 1 2 3 4 Giang Can Tây Hồ Tiêu Sơn Dư Hàng Phú Dương Huyện · Đồng Lư Huyện · Thuần An Kiến Đức · (thành phố) Lâm An 1. Thượng Thành 2. Hạ Thành 3. Củng Thự 4. Tân Giang |         |               |               |                 |               |
| Đơn vị hành chính | Chữ Hán | Bính âm       | Dân số (2020) | Diện tích (km²) | Mật độ dân số |
| Quận nội thành |         |               |               |                 |               |
| Thượng Thành | 上城区  | Shàngchéng Qū | 1,323,467     | 119.68          | 13,238.68     |
| Củng Thự | 拱墅区  | Gǒngshù Qū    | 1,120,985     | 98.58           | 8,288.81      |
| Tây Hồ | 西湖区  | Xīhú Qū       | 1,112,992     | 309.41          | 2,876.44      |
| Tân Giang | 滨江区  | Bīnjiāng Qū   | 503,859       | 72.22           | 5,427.86      |
| Quận ngoại thành |         |               |               |                 |               |
| Tiêu Sơn | 萧山区  | Xiāoshān Qū   | 2,011,659     | 1000.64         | 1,212.42      |
| Dư Hàng | 余杭区  | Yúháng Qū     | 1,226,673     | 942.38          | 1,304.94      |
| Lâm Bình | 临平区  | Línpíng Qū    | 1,175,841     | 286.03          | 17,933.86     |
| Tiền Đường | 钱塘区  | Qiántáng Qū   | 769,150       | 523.57          | 5,930.00      |
| Phú Dương | 富阳区  | Fùyáng Qū     | 832,017       | 1,821.03        | 407.46        |
| Lâm An | 临安区  | Lín'ān Qū     | 634,555       | 3,118.77        | 190.14        |
| Huyện |         |               |               |                 |               |
| Đồng Lư | 桐庐县  | Tónglú Xiàn   | 453,106       | 1,829.59        | 236.12        |
| Thuần An | 淳安县  | Chún'ān Xiàn  | 328,957       | 4,417.48        | 81.04         |
| Thành phố cấp huyện |         |               |               |                 |               |
| Kiến Đức | 建德市  | Jiàndé Shì    | 442,709       | 2,314.19        | 192.72        |

Ngày 9 tháng 4 năm 2021, thành phố Hàng Châu có sự thay đổi lớn về phân chia hành chính, cụ thể như sau:
- Thành lập quận Thượng Thành (mới) trên cơ sở sáp nhập diện tích và dân số của quận Thượng Thành (cũ) và phần lớn quận Giang Can vừa giải thể (trừ nhai đạo Hạ Sa và Bạch Dương).
- Thành lập quận Củng Thự (mới) trên cơ sở sáp nhập diện tích và dân số của quận Hạ Thành (cũ) và quận Củng Thự (cũ).
- Thành lập quận Lâm Bình trên cơ sở điều chỉnh một phần diện tích và dân số của quận Dư Hàng, gồm các nhai đạo Lâm Bình, Đông Hồ, Nam Uyển, Tinh Kiều, Vận Hà, Kiều Tư, Sùng Hiền và trấn Đường Thê. Quận Dư Hàng sau khi điều chỉnh địa giới hành chính còn lại các nhai đạo Dư Hàng, Thương Tiền, Nhàn Lâm, Ngũ Thường, Trung Thái, Lương Chử và các trấn Bình Dao, Kinh Sơn, Hoàng Hồ, Lô Điểu, Bách Trượng.
- Thành lập quận Tiền Đường trên cơ sở điều chỉnh phần diện tích và dân số còn lại của quận Giang Can vừa giải thể sau khi đã thành lập quận Thượng Thành (mới), gồm nhai đạo Hạ Sa, Bạch Dương cùng một phần diện tích tự nhiên và dân số của quận Tiêu Sơn, bao gồm các nhai đạo Hà Trang, Nghĩa Bồng, Tân Loan, Lâm Giang.

Số quận của thành phố từ thời điểm này không thay đổi, vẫn là 10 quận.

## Du lịch
Hàng Châu nổi tiếng với những di tích lịch sử và thiên nhiên tươi đẹp. Thành phố này được xếp vào danh sách 10 thành phố đẹp nhất Trung Quốc. Mặc dù, trong thời gian gần đây nhiều khu đô thị mới được xây dựng, nó vẫn giữ được nhiều di sản lịch sử - văn hóa giá trị. Ngày nay, du lịch góp một phần quan trọng trong nên kinh tế của Hàng Châu. Một trong những danh thắng nổi tiếng nhất của Hàng Châu là Tây Hồ (chữ Hán: 西湖). Tây Hồ có diện tích khoảng hơn 6 km vuông, bao gồm nhiều địa điểm du lịch nhỏ khác. Hàng Châu có một quần thể các địa điểm du lịch bao gồm các đền chùa cổ, khu phố cổ, cũng như cảnh quan thiên nhiên pha trộn vẻ đẹp của hồ và núi.

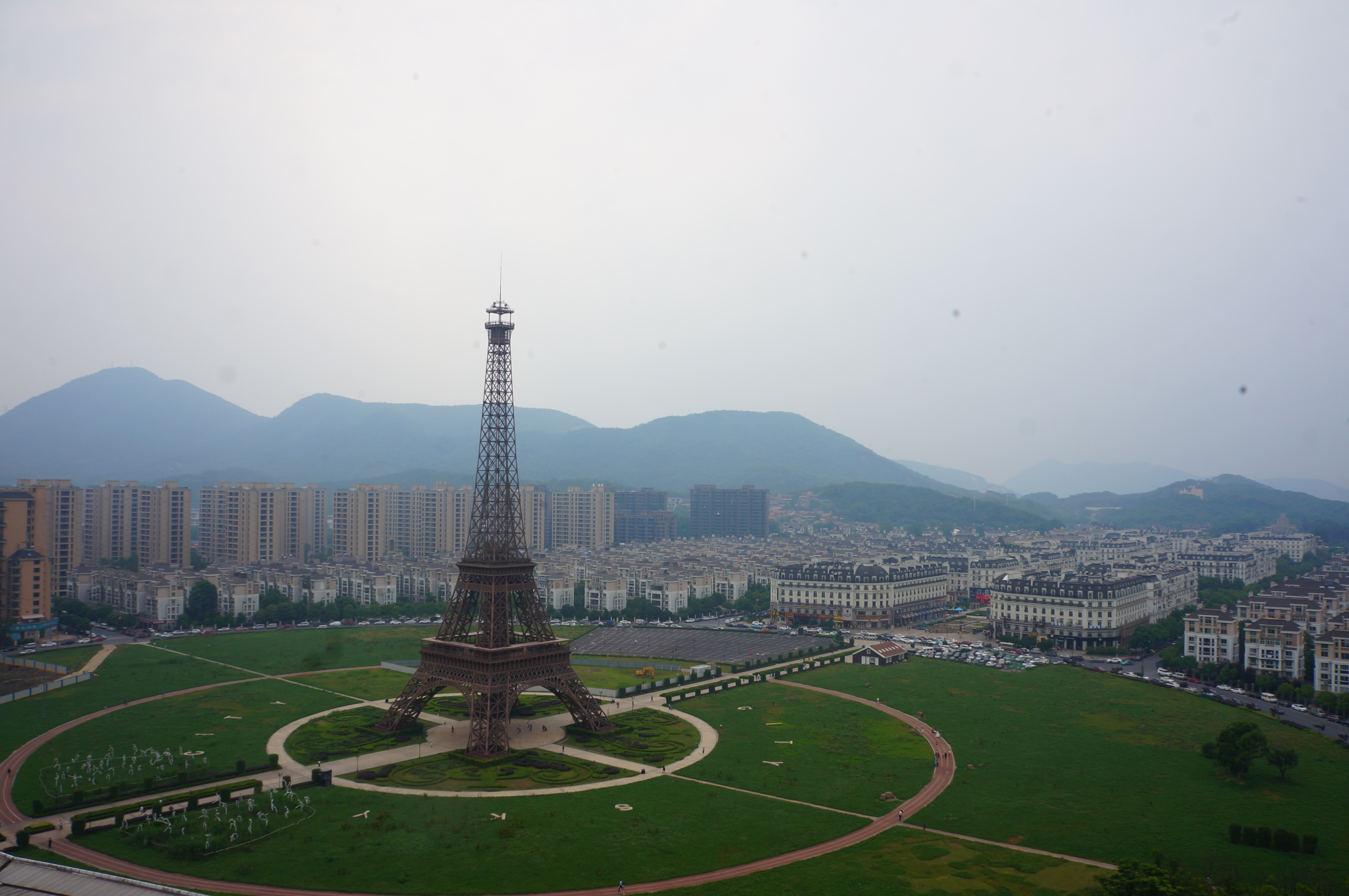
Khu Quang hạ Thiên đô thành, xây dựng từ năm 2007 với bản sao tháp Eiffel
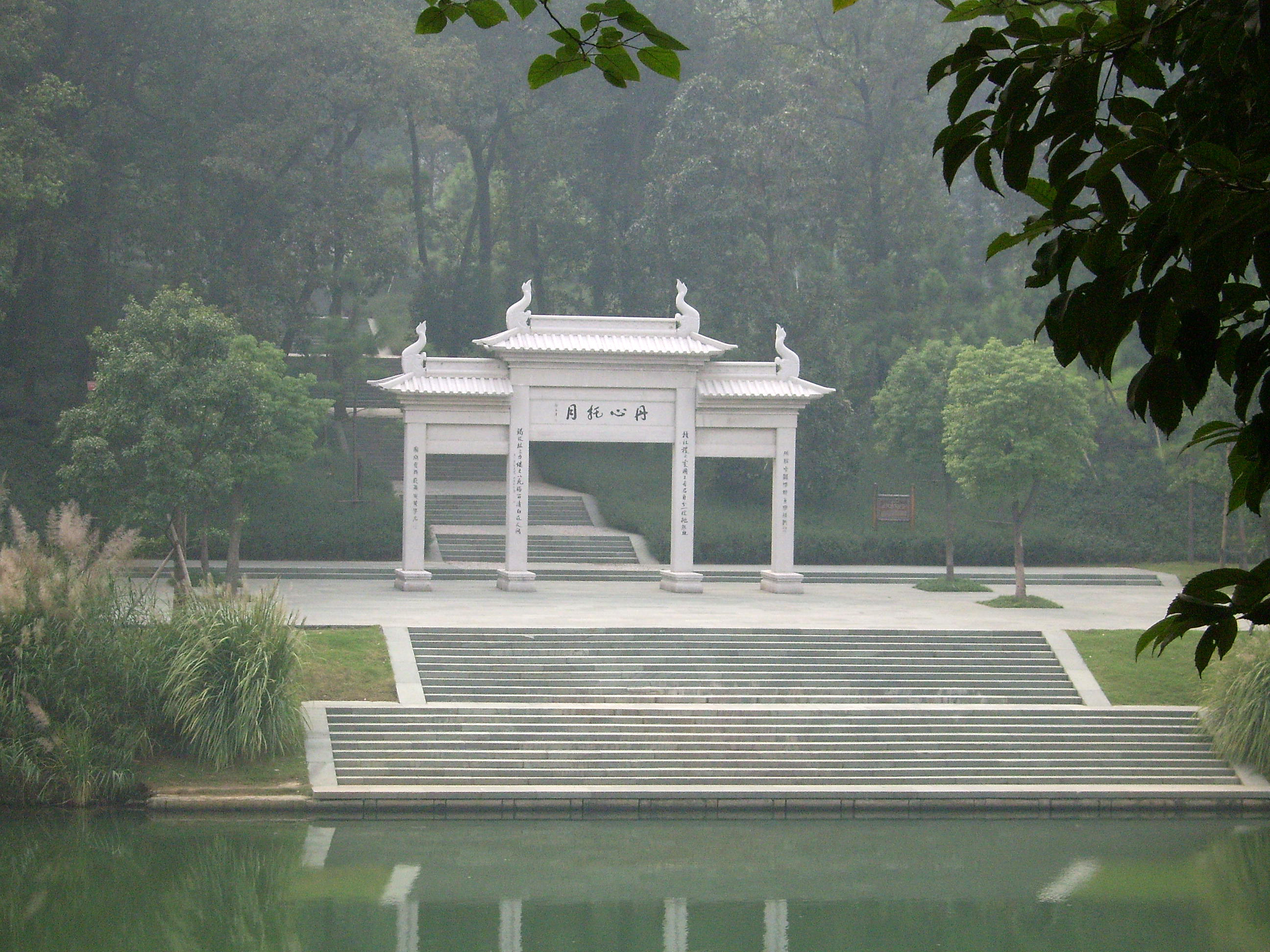
于谦祠的山门, Miếu thờ Vu Khiêm
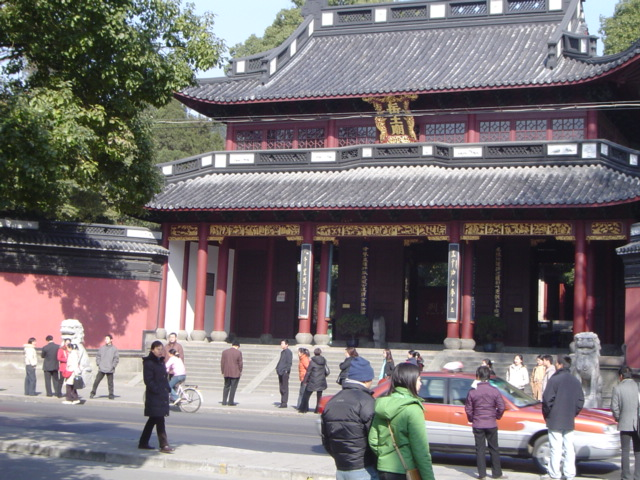
Miếu thờ Nhạc Phi
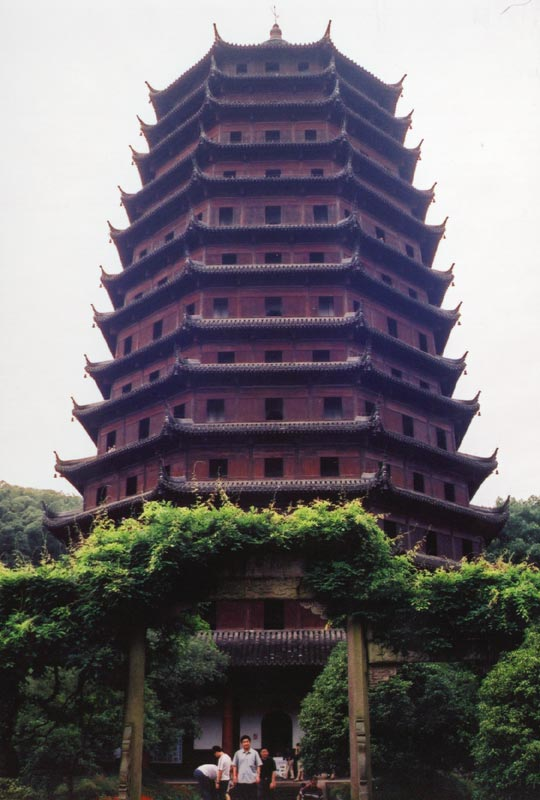
Lục Hòa tháp
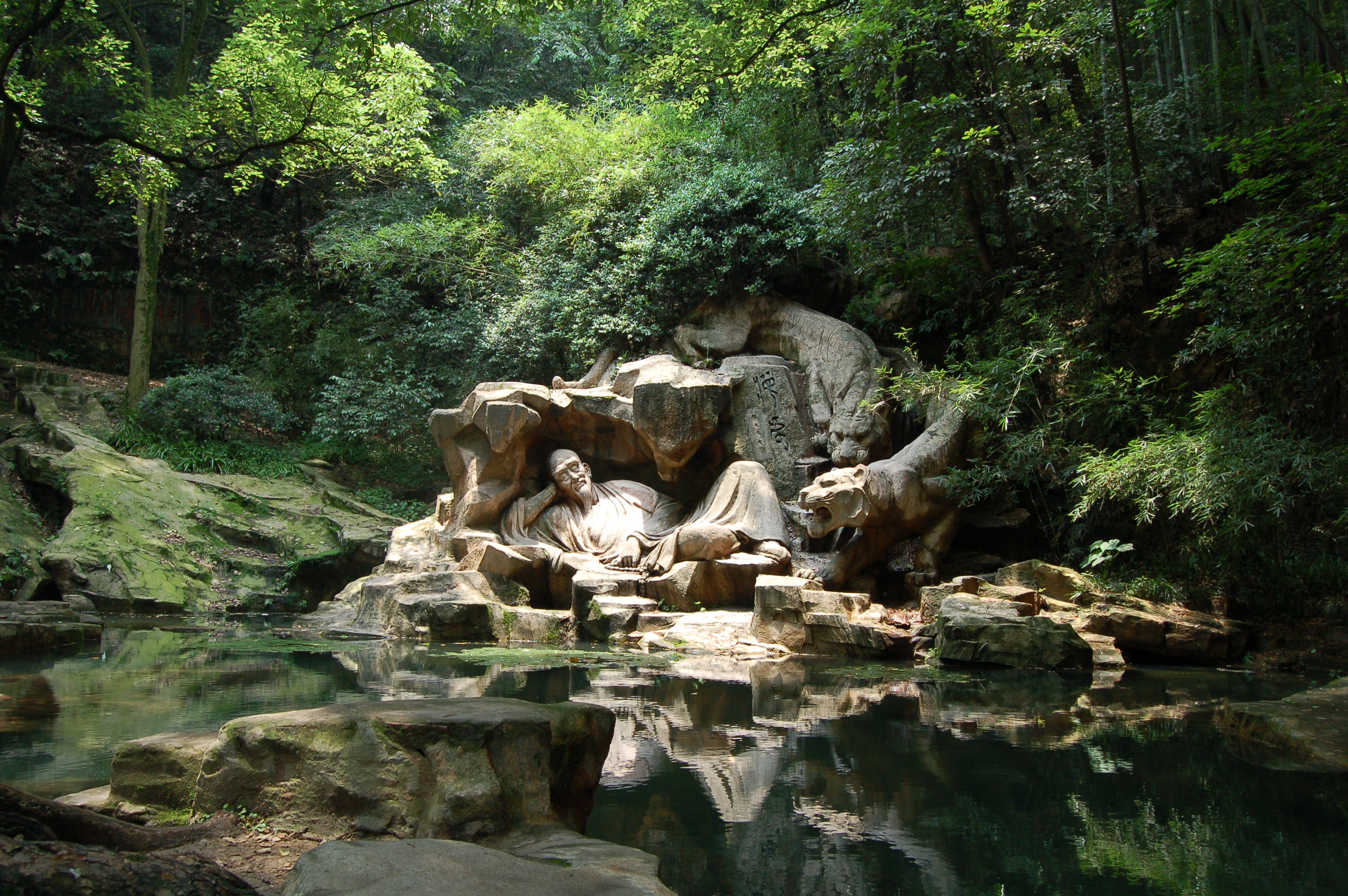
Suối Hổ bào mộng tuyền (Mơ thấy hổ đến)
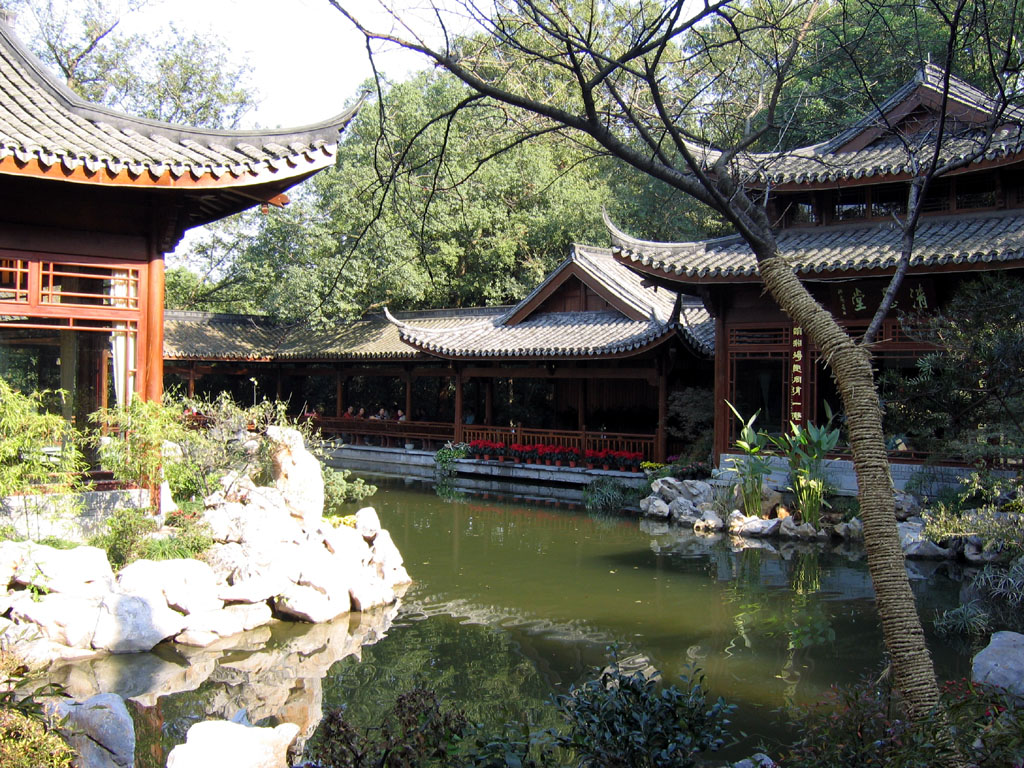
Chùa bên Hồ Tây
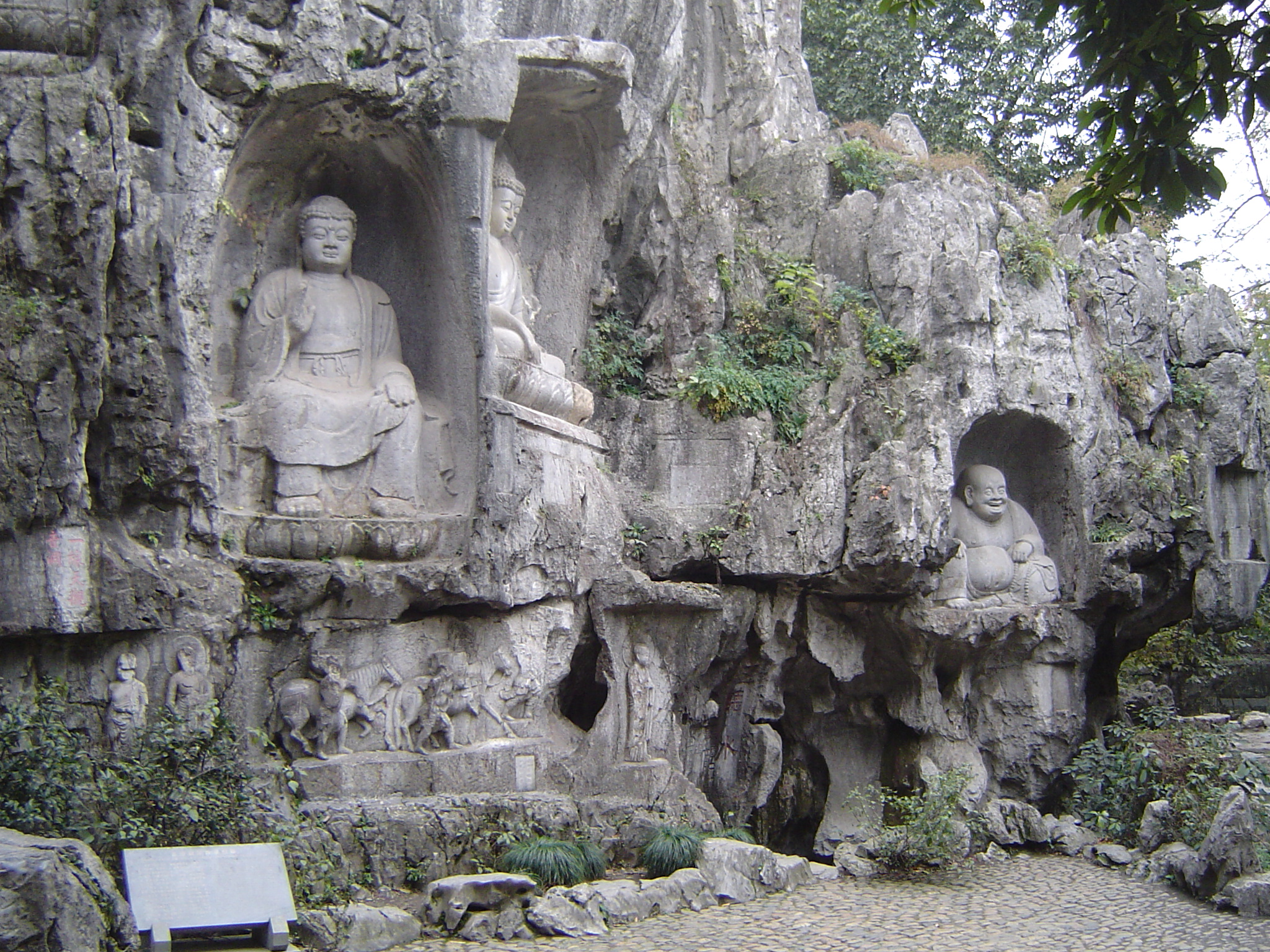
Hang núi Phi Lai Phong tại Linh Ẩn tự.

## Kinh tế

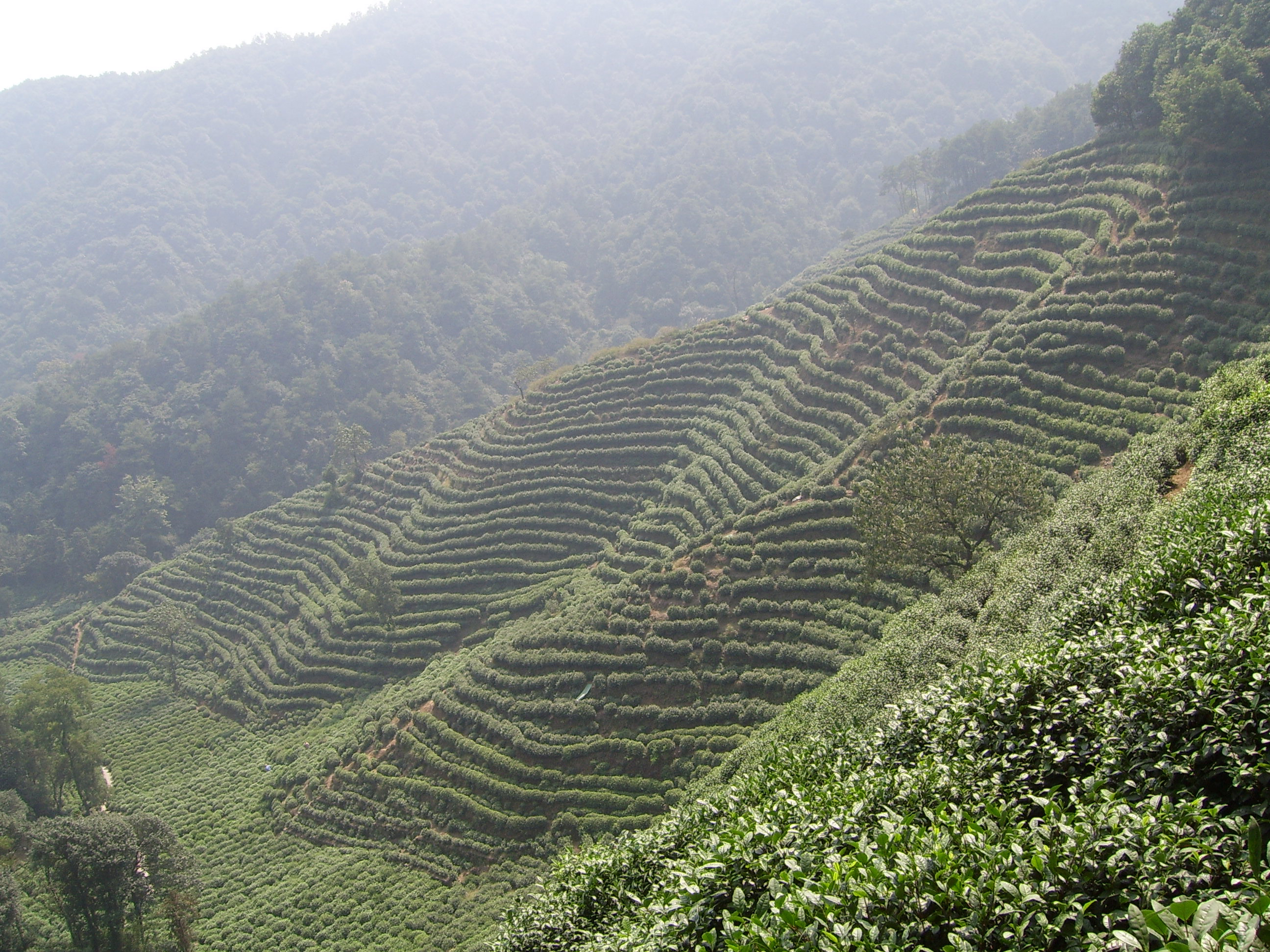
Vườn trồng trà xanh

Nền công nghiệp truyền thống của Hàng Châu có tơ lụa, vải, và chế tạo máy, ngành điện tử và các ngành công nghiệp nhẹ khác đang phát triển khá mạnh mẽ, đặc biệt từ khi nền kinh tế mở cửa năm 1992.
Toshiba có kế hoạch sản xuất máy tính xách tay duy nhất ở nước ngoài tại đây.
Wahaha, công ty đồ uống nhà nước lớn nhất Trung Quốc có đại bản doanh đóng tại Hàng Châu.
Trà Long tỉnh (loại trà rất nổi tiếng của Trung Quốc), được chế biến tại thị trấn Long Tỉnh ở ngoại ô thành phố vẫn theo phương thức truyền thông, bằng tay được cho là loại trà xanh ngon nhất của Trung Quốc.
GDP đầu người của Hàng Châu vào khoảng $6.505 đô la Mỹ, đứng thứ 8 trong 659 thành phố của Trung Quốc.
Tạp chí Forbes trong các năm 2004, 2005, 2006 đã xếp Hàng Châu là thành phố kinh doanh tốt nhất tại Trung Quốc.

## Các trường đại học

### Công lập
- Đại học Chiết Giang (浙江大学) (thành lập năm 1898)
- Học viện Mỹ thuật Chiết Giang (中国美术学院) (thành lập năm 1928)
- Đại học Công nghệ Chiết Giang (浙江工业大学) (thành lập năm 1953)
- Đại học Công nghiệp và Thương mại Chiết Giang (浙江工商大学)
- Đại học Điện tử Hàng Châu (杭州电子科技大学)
- Đại học Khoa học - Công nghệ Chiết Giang (浙江理工大学)
- Đại học Kỹ nghệ Chiết Giang (浙江科技学院)
- Đại học Y học Trung Quốc của Chiết Giang (浙江中医药大学)
- Đại học Trung Quốc kế lượng (中国计量学院)
- Đại học Tài chính - Kinh tê Chiết Giang (浙江财经学院)
- Đại học Sư phạm Hàng Châu (杭州师范大学)
- Đại học Truyền thông Chiết Giang Lưu trữ ngày 8 tháng 9 năm 2019 tại Wayback Machine (浙江传媒学院)
- Học viện Ngoại ngữ Chiết Giang

### Tư lập
- Đại học Thụ Nhân Chiết Giang (浙江树人大学)
- Học viện Thành thị Chiết Giang (浙江大学城市学院)

## Thành ngữ
Hàng Châu xuất hiện trong câu thành ngữ khá nổi tiếng
Sinh ở Tô Châu, sống ở Hàng Châu, ăn ở Quảng Châu, chết ở Liễu Châu.